# Towarzystwo Ukraińskich Strzelców Siczowych
Towarzystwo Ukraińskich Strzelców Siczowych – ukraińska paramilitarna organizacja niepodległościowa.
W pierwszej połowie 1913 r. odbyło się zebranie ukraińskich niepodległościowych działaczy studenckich, na którym zdecydowano się założyć Towarzystwo Ukraińskich Strzelców Siczowych. Przewodniczącym Towarzystwa wybrano dr Wołodymyra Starosolskiego, na zastępcę Dmytra Katamaja.
W maju 1913 do Towarzystwa USS przystąpili (po dwóch nieudanych próbach rejestracji własnego stowarzyszenia) działacze studenccy z Towarzystwa Ukraińskiego Strzelców. Przystępując postawili warunek, aby Towarzystwo nie podlegało Ukraińskiemu Związkowi Siczowemu. Przeprowadzono ponownie wybory. Przewodniczącym został powtórnie Wołodymyr Starosolskyj, a zastępcą Iwan Czmoła. Później aktywność Towarzystwa osłabła, nasilając się powtórnie po rozpoczęciu nowego roku akademickiego.
Ponieważ Towarzystwo nadal nie uznawało zwierzchnictwa Ukraińskiego Związku Siczowego, z inicjatywy Kyryła Trylowskiego powołano nową organizację, nazwaną Towarzystwo Ukraińskich Strzelców Siczowych II (USS II), opierającą się na tym samym statucie. 25 stycznia 1914 dokonano wyboru władz Towarzystwa. Prezesem (atamanem koszowym) został Roman Daszkewycz, szefem sztabu Ilja Czajkiwśkyj, sekretarzem M. Nykorak, skarbnikiem Stepan Feniuk, kwatermistrzem Ołena Stepaniwna.
W związku z tym stara organizacja dla odróżnienia zaczęła się nazywać Towarzystwo Ukraińskich Strzelców Siczowych I (USS I).
Tradycyjnie do USS I należeli studenci, uważający się za przyszłych dowódców, a do USS II młodzież robotnicza, rzemieślnicza i chłopska, szkolona jako szeregowcy. Do USS II przyjmowano również dziewczęta. Na początku 1914 zakupiono pierwszą broń do szkoleń: 100 przestarzałych karabinów Werndla i kilka nowoczesnych karabinów Mannlichera.
Do wybuchu I wojny światowej powstało w sumie 96 organizacji USS. Do najlepiej wyszkolonych należały: USS I i USS II ze Lwowa, z Borysławia (dowódcy Kłym Hutkowskyj i Łew Łepkyj), z Jasienicy koło Drohobycza (dowódca Hryhorij Kossak), z Jaworowa (dowódca O. Demczuk), ze Skolego (dowódca Semeniuk). Demczuk i Semeniuk napisali zresztą na potrzeby USS pierwszy ukraiński podręcznik wojskowy – „Prawylnyk piechotynciw”.

## Powstanie Legionu Ukraińskich Strzelców Siczowych
27 lipca 1914 powstała we Lwowie Główna Rada Ukraińska (HUR). 6 sierpnia tego roku udało się jej nawiązać porozumienie pomiędzy Towarzystwami USS I i USS II, i powołać wspólne kierownictwo wojskowe – Ukraiński Zarząd Wojskowy (UBU), który zajął się organizacją Legionu Ukraińskich Strzelców Siczowych. Rada wezwała też wszystkich Ukraińców – obywateli austriackich, do wstępowania w szeregi Ukraińskich Strzelców Siczowych. Napływ ochotników był jednak słaby, wstrzymała go dodatkowo ofensywa rosyjska i zajęcie przez nich Galicji Wschodniej.
W połowie 1915 r. we Lwowie utworzono Ośrodek Zapasowy Legionu USS, i szpital dla rannych żołnierzy USS.